# Воскоїд гвінейський
Воскої́д гвіне́йський (Indicator willcocksi) — вид дятлоподібних птахів родини воскоїдових (Indicatoridae).

## Етимологія
Вид названо на честь британського військовика генерала Джеймса Вілкокса (1857—1926).

## Поширення
Вид поширений у Західній і Центральній Африці від Гвінеї-Бісау до Уганди.

## Опис
Тіло завдовжки 12—13 см. Вага самця 11—20,5 г, самиці 12—17,7 г.

## Спосіб життя
Живиться бджолиним воском, яйцями і личинками бджіл, різними комахами, в тому числі мухами, жуками та їхніми яйцями.